# Schizidium paragamiani
Schizidium paragamiani är en kräftdjursart som beskrevs av Helmut Schmalfuss2005. Schizidium paragamiani ingår i släktet Schizidium och familjen klotgråsuggor. Inga underarter finns listade i Catalogue of Life.